# Відважний Суслик (печера)
Відважний Суслик — печера, що знаходиться на плато Карабі-Яйла в Криму.

## Загальна характеристика
Висота входу 916 м н.р.м., кадастровий номер 707-9, амплітуда 176 м (+16; −160), протяжність ходів — 960 м, загальна кількість істотних вузькостей понад 30 (з них на шляху від входу до дна — 12). Глибше 110 м робота можлива тільки в гідрокостюмі.

## Опис
Печера розташована в одній з воронок під горою Динозавр, в районі тріангуляційного пункту. Вхід являє собою вузьку вертикальну щілину з невеликим розширенням і виположуванням донизу. Далі печера формується з ряду уступів, що чергуються між собою, широких похилих ходів, залів (часто завалених брилами вапняку і іноді пісковику) і колодязів, які з'єднуються вузькими важко прохідними меандрами. Нижня частина, починаючи з глибини 115 м, є практично єдиним суцільним меандром з тимчасовим водотоком, але постійною присутністю води в ваночках і гурах, глибина яких коливається від кількох сантиметрів до 50-60 см.
Печера закладена в верхньоюрських (титонський ярус) шаруватих вапняках з прошарками пісковиків, які внесли свій внесок у морфологію печери. Породи в цій частині плато Карабі стиснуті в складки, утворюючи антиклінальні і синклінальні перегини, завдяки їм у печері з'явився зал «Сонячних зайчиків», «Перевал», «Зал перекусів» і «Старе дно». Кільцеві системи тріщин, перетворилися на кільцеві меандри навколо великих колодязів, такі утворення дуже характерні для цієї печери. Значну частину меандрів закладено по міжпластових тріщинах.
Перші перевіренні відомості щодо печери Відважний Суслик припадають на 2000 рік, коли цю печеру було досліджено в рамках одної з експедицій МІПКар (маркування і інвентаризація печер Карабі).

## Ресурси Інтернету
- Відважний суслик // Кадастр печер та порожнин України
- Перелік класифікованих печер 1989 рік
- Сергей Ляховец, Верченко Андрей, Билан Елена, Золотарева Юля. ПЕЩЕРА ОТВАЖНЫЙ СУСЛИК